# Egyszarvú csája
Az egyszarvú csája vagy egyszarvú tüskésszárnyú madár (Anhima cornuta) a lúdalakúak (Anseriformes) rendjébe, ezen belül a tüskésszárnyúmadár-félék (Anhimidae) családjába tartozó Anhima nem egyetlen faja.

## Előfordulása
Brazília, Bolívia, Peru, Ecuador, Guyana, Suriname, Francia Guyana, Kolumbia és Venezuela területén él. A természetes élőhelye szavannák, lápvidékek és erdei tavak.

## Megjelenése
Testhossza 90 centiméter, szárnyfesztávolsága 200 centiméter, 29 centiméteres farka van, testtömege 3000 gramm. A szárnyain két-két tüske található, a felső tüskéje háromszögletes, nagyon hegyes, mintegy 4 cm hosszú és alig valamicskét kifelé görbült. Az alsó tüske csak 8 mm hosszú és csaknem egyenes, de ez is erőteljes. A fejtető bársonyosan lágy tollai fehérszürkék, a pofa, torok, nyak, hát, mell, valamint a szárny és farok tollai feketésbarnák, a hónalj- és a nagy szárnyfedők fémesen zölden csillogók, a kisebb fedők tövükön agyagsárgák. A nyak alja és a felsőmell világos ezüstszürke, széles fekete szegésekkel, a has és a far tiszta fehér.
|  |  |

## Életmódja
Sásfélékkel, füvekkel, magvakkal és vízinövényekkel táplálkozik.

## Szaporodása
Fészkét víz közelében készíti, fészekalja 4-7 tojásból áll, melyen 43-45 napig kotlik.